# العلاقات الألمانية الإسبانية
العلاقات الألمانية الإسبانية هي العلاقات الثنائية التي تجمع بين ألمانيا وإسبانيا.

## مقارنة بين البلدين
هذه مقارنة عامة ومرجعية للدولتين:
| وجه المقارنة                                              | ألمانيا                                                                              | إسبانيا                                                                             |
| --------------------------------------------------------- | ------------------------------------------------------------------------------------ | ----------------------------------------------------------------------------------- |
| المساحة (كم2)                                             | 357.41 ألف                                                                           | 505.99 ألف                                                                          |
| عدد السكان (نسمة)                                         | 81.29 مليون                                                                          | 46.73 مليون                                                                         |
| الكثافة السكانية (ن./كم²)                                 | 227.44                                                                               | 92.35                                                                               |
| العاصمة                                                   | بون، برلين                                                                           | مدريد                                                                               |
| اللغة الرسمية                                             | اللغة الألمانية                                                                      | اللغة الإسبانية، اللغة الغاليسية، لغة بشكنشية، اللغة الكتالونية، اللغة الأوكسيتانية |
| العملة                                                    | يورو، مارك ألماني                                                                    | يورو، بيزيتا إسبانية                                                                |
| الناتج المحلي الإجمالي (بليون دولار)                      | 3.68 تريليون                                                                         | 1.31 تريليون                                                                        |
| الناتج المحلي الإجمالي (تعادل القوة الشرائية) بليون دولار | 3.92 تريليون                                                                         | 1.77 تريليون                                                                        |
| الناتج المحلي الإجمالي الاسمي للفرد دولار أمريكي          | 41.31 ألف                                                                            | 28.16 ألف                                                                           |
| الناتج المحلي الإجمالي للفرد دولار أمريكي                 | 46.40 ألف                                                                            | 38.00 ألف                                                                           |
| مؤشر التنمية البشرية                                      | 0.926                                                                                | 0.876                                                                               |
| رمز المكالمات الدولي                                      | +49                                                                                  | +34                                                                                 |
| رمز الإنترنت                                              | .de                                                                                  | .es                                                                                 |
| المنطقة الزمنية                                           | توقيت وسط أوروبا، ت ع م+01:00، ت ع م+02:00، توقيت أوروبا الوسطى المعياري (ت غ م +1) ‏ | ت ع م+01:00، ت ع م+02:00                                                            |

## مدن متوأمة
في ما يلي قائمة باتفاقيات التوأمة بين مدن ألمانية وإسبانية:
- ترتبط أوبنهايم مع كالبي باتفاقية توأمة.
- ترتبط فرايبورغ مع غرناطة باتفاقية توأمة منذ 1967.
- ترتبط Lohfelden [الإنجليزية]‏ مع ألكالا لا ريال باتفاقية توأمة.
- ترتبط آرينسبورغ مع إسبلوغيس دي يوبريغات باتفاقية توأمة.
- ترتبط آخن مع طليطلة باتفاقية توأمة منذ 2013.[18][18][18][19]
- ترتبط دارمشتات مع لوغرونيو باتفاقية توأمة منذ 1959.[20][20][20][20]
- ترتبط نيدر-أولم مع الكدية باتفاقية توأمة.
- ترتبط كوكسهافن مع فيانويفا دي أروسا باتفاقية توأمة منذ 13 أغسطس 2004.
- ترتبط بادربورن مع بنبلونة باتفاقية توأمة منذ 1967.[21][21][22][23]
- ترتبط فرسمولد مع توي باتفاقية توأمة.
- ترتبط Reinickendorf [الإنجليزية]‏ مع دانية باتفاقية توأمة.
- ترتبط باوناتال مع سان سباستيان دي لوس رييس باتفاقية توأمة.
- ترتبط دورماغن مع تورو [الإنجليزية]‏ باتفاقية توأمة.
- ترتبط نورنبرغ مع قرطبة باتفاقية توأمة منذ 1979.
- ترتبط أوختروب مع فالفيردي ديل كامينو باتفاقية توأمة.
- ترتبط هيربولتسهايم مع أوليبة باتفاقية توأمة.
- ترتبط براونفلز مع Carcaixent [الإنجليزية]‏ باتفاقية توأمة.
- ترتبط رافنسبورغ مع موليت ديل فاليس باتفاقية توأمة.
- ترتبط باساو مع مالقة باتفاقية توأمة منذ 8 أبريل 1984.
- ترتبط باد كوتستينغ مع ألتيا باتفاقية توأمة.
- ترتبط نويفيد مع ألمرية باتفاقية توأمة.
- ترتبط Nußloch [الإنجليزية]‏ مع سيجوربي باتفاقية توأمة.
- ترتبط ميندلهايم مع سان فيليو دي غيكسولس باتفاقية توأمة.
- ترتبط زانكت غيورغن مع Museros [الإنجليزية]‏ باتفاقية توأمة.
- ترتبط شورندورف مع رينتيريا باتفاقية توأمة.
- ترتبط بوخوم مع أوفييدو باتفاقية توأمة منذ 1950.[24][25][26][27]
- ترتبط Weingarten (Baden) [الإنجليزية]‏ مع أولسيا دي مونتسيرات باتفاقية توأمة.
- ترتبط ماينتس مع بلنسية باتفاقية توأمة منذ 1967.
- ترتبط Kirkel [الإنجليزية]‏ مع طرش باتفاقية توأمة.
- ترتبط راستات مع ألمرية باتفاقية توأمة منذ 1965.[28]
- ترتبط فورتسبورغ مع سلامنكا باتفاقية توأمة منذ 1949.[29][29][29][29]
- ترتبط بيول مع فيلافرانكا ديل بينيدس باتفاقية توأمة.
- ترتبط فورستنفلدبروك مع المنكب باتفاقية توأمة منذ 25 يونيو 2005.[30][30]
- ترتبط برلين مع إشبيلية باتفاقية توأمة منذ 13 أبريل 1994.[31][31][32][32]
- ترتبط بفورتسهايم مع غرنيكا باتفاقية توأمة منذ 1989.
- ترتبط هلبرشتات مع Torredembarra [الإنجليزية]‏ باتفاقية توأمة منذ 1989.
- ترتبط اونترهآخينغ مع أديخي باتفاقية توأمة.
- ترتبط فينندن مع سانتو دومنقة قلصادة باتفاقية توأمة.
- ترتبط إيتنهايم مع كاستيون دي أمبورياس باتفاقية توأمة.
- ترتبط Weiler-Simmerberg [الإنجليزية]‏ مع بني حيون باتفاقية توأمة.
- ترتبط فيسبادن مع سان سيباستيان باتفاقية توأمة منذ 1969.
- ترتبط ريدا-فيدنبروك مع بالاموس باتفاقية توأمة.
- ترتبط فيلهلمسهافن مع لوغرونيو باتفاقية توأمة منذ 1 مارس 1992.[33][33][34][35]
- ترتبط كولونيا مع برشلونة باتفاقية توأمة منذ 29 مايو 1963.

## منظمات دولية مشتركة
يشترك البلدان في عضوية مجموعة من المنظمات الدولية، منها:
| علم المنظمة | اسم المنظمة                                  | تاريخ انضمام ألمانيا | تاريخ انضمام إسبانيا |
| ----------- | -------------------------------------------- | -------------------- | -------------------- |
|             | مؤسسة التمويل الدولية                        | 20 يوليو 1956        | 24 مارس 1960         |
|             | يونسكو                                       | 11 يوليو 1951        | 30 يناير 1953        |
|             | مركز تنسيق الحركة في أوروبا ‏                 | ?                    | ?                    |
|             | مؤسسة التنمية الدولية                        | 24 سبتمبر 1960       | 18 أكتوبر 1960       |
|             | المركز الدولي لتسوية المنازعات الاستشارية    | 18 مايو 1969         | 17 سبتمبر 1994       |
|             | الأمم المتحدة                                | 18 سبتمبر 1973       | 14 ديسمبر 1955       |
|             | البنك الدولي للإنشاء والتعمير                | 14 أغسطس 1952        | 15 سبتمبر 1958       |
|             | منظمة الأمن والتعاون في أوروبا               | 25 يونيو 1973        | 25 يونيو 1973        |
|             | وكالة الفضاء الأوروبية                       | 31 مايو 1977         | ?                    |
|             | حلف شمال الأطلسي                             | 9 مايو 1955          | 30 مايو 1982         |
|             | الفريق المعني برصد الأرض                     | ?                    | ?                    |
|             | المنظمة الهيدروغرافية الدولية                | ?                    | ?                    |
|             | نظام تحكم تكنولوجيا القذائف                  | 1987                 | 1990                 |
|             | بنك التنمية الآسيوي                          | 1966                 | 1986                 |
|             | المنظمة الأوروبية لسلامة الملاحة الجوية      | 1960                 | 1997                 |
|             | مجلس أوروبا                                  | 13 يوليو 1950        | ?                    |
|             | الاتحاد الأوروبي                             | 25 مارس 1957         | 1986                 |
|             | اتفاقية السماوات المفتوحة                    | ?                    | ?                    |
|             | European Air Transport Command ‏              | 1 يوليو 2010         | ?                    |
|             | مجموعة أستراليا                              | 1985                 | 1985                 |
|             | المرصد الأوروبي الجنوبي                      | 1962                 | 2006                 |
|             | مجموعة الموردين النوويين                     | ?                    | ?                    |
|             | الوكالة الدولية للطاقة                       | ?                    | ?                    |
|             | منظمة التعاون الاقتصادي والتنمية             | 27 سبتمبر 1961       | ?                    |
|             | وكالة ضمان الاستثمار متعدد الأطراف           | 12 أبريل 1988        | 29 أبريل 1988        |
|             | Organisation for Joint Armament Cooperation ‏ | ?                    | ?                    |
|             | منظمة حظر الأسلحة الكيميائية                 | 29 أبريل 1997        | ?                    |
|             | البنك الإفريقي للتنمية                       | ?                    | ?                    |
|             | الاتحاد الدولي للاتصالات                     | 1866                 | 1866                 |
|             | منظمة الشرطة الجنائية الدولية                | ?                    | ?                    |
|             | الاتحاد البريدي العالمي                      | 1 يوليو 1875         | ?                    |
|             | منظمة التجارة العالمية                       | ?                    | ?                    |

## أعلام
هذه قائمة لبعض الشخصيات التي تربطها علاقات بالبلدين:
- ألفونسو العاشر (23 نوفمبر 1221[73][74] – 4 أبريل 1284[73])
- الملكة صوفيا (2 نوفمبر 1938 – )
- دانيال برول (ممثل ألماني، 16 يونيو 1978[75][76] – )
- فيرناندو السابع ملك إسبانيا (14 أكتوبر 1784[77][78][79] – 29 سبتمبر 1833[77][78][79])
- فيرينتس بوشكاش (لاعب ومدرب كرة قدم مجري، 2 أبريل 1927[80][81][82] – 17 نوفمبر 2006[80][82][83])
- فيليب الثاني ملك إسبانيا (21 مايو 1527[84] – 13 سبتمبر 1598[85][86][87])
- فيليب الخامس ملك إسبانيا (19 ديسمبر 1683[88][89][90] – 9 يوليو 1746[88][89][90])
- فيليب الرابع ملك إسبانيا (8 أبريل 1605[91][92][93] – 17 سبتمبر 1665[91][92][93])
- فيليب السادس ملك إسبانيا (ملك إسبانيا، 30 يناير 1968[94] – )
- كارلوس الخامس (إمبراطور روماني مقدس وملك إسبانيا ودوق بورغندي، 24 فبراير 1500[95] – 21 سبتمبر 1558[95])
- كارلوس الرابع (11 نوفمبر 1748 – 20 يناير 1819)
- كريستينا دي بوربون (متسابقة يخت إسبانية، 13 يونيو 1965 – )
- ليونور أميرة إسبانيا (31 أكتوبر 2005 – )

## وصلات خارجية
- موقع وزارة الخارجية الألمانية
- موقع وزارة الخارجية الإسبانية